# Operation Flashpoint (1945)

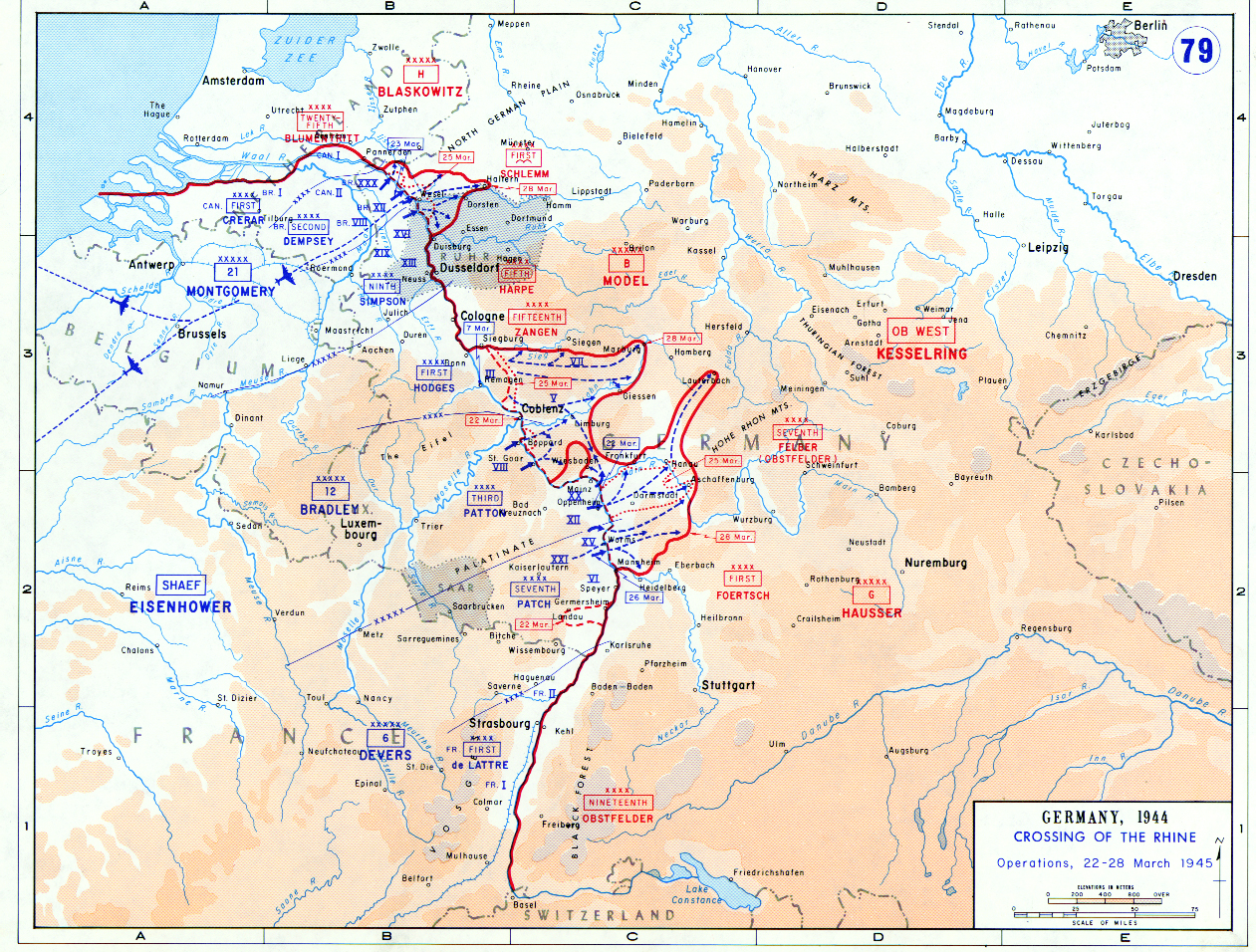
Überquerung des Rheins am 22. bis 28. März 1945

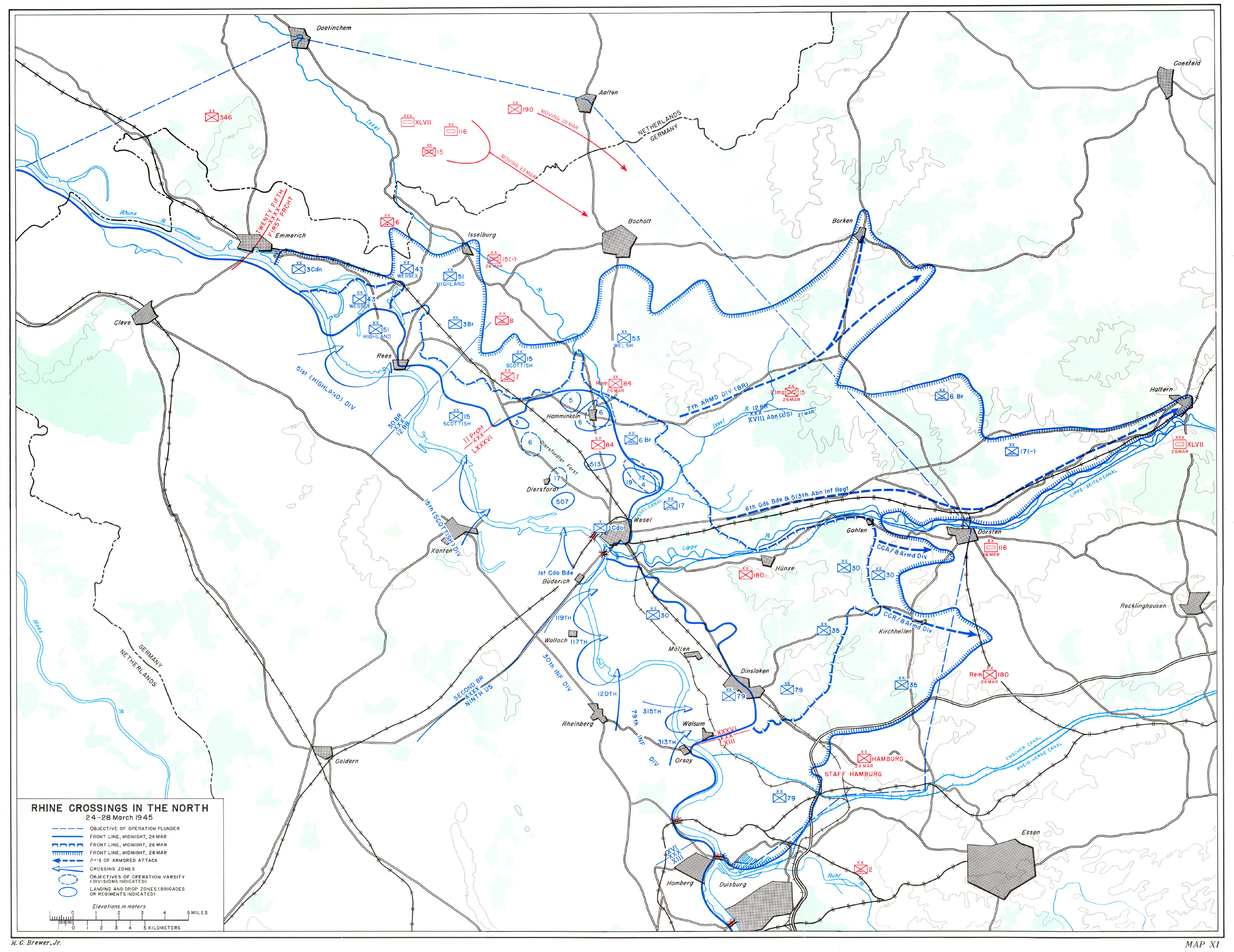
Karte der alliierten Militäroperationen in der Zeit vom 24. bis zum 28. März 1945 am Niederrhein

Die Operation Flashpoint war ein Teil der unter dem Decknamen Operation Plunder durchgeführten Überquerung des Rheins durch die Alliierten während des Zweiten Weltkrieges. Sie begann am 24. März 1945 und hatte das Ziel, auf der rechten Rheinseite zwischen Wesel und Walsum einen Brückenkopf zu errichten.
Geleitet wurde die Operation von General William H. Simpson, Oberbefehlshaber der 9. US-Armee. Während die 30. US-Infanteriedivision zwischen Wesel und Möllen angriff, konzentrierte sich die 79. US-Infanteriedivision auf den Abschnitt zwischen Möllen und Walsum. Auf deutscher Seite stand General Alfred Schlemm mit der 1. Fallschirm-Armee.